# عاشق جلبي
بير محمد (1520 – 1572 م)، والمعروف باسم عاشق جلبي (ويعني: "الشاعر النبيل" باللغة التركية العثمانية)، كان كاتب سيرة ذاتية وشاعر ومترجم عثماني . ولد في بريزرين، وشغل منصب القَاضي في العديد من بلدات الروميلي. ويُعتبر عمله الرئيس "مشاعر الشعراء" (Meşairü'ş-Şuara) الذي صدر سنة 1568 م ذا أهمية كبرى.

## الحياة والعمل

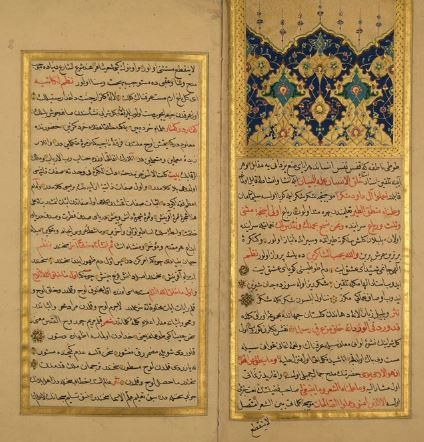
مشاعر الشعراء

وُلد جلبي في بريزرين،[أ] بالدولة العثمانية. اسمه عند الولادة بير محمد، وينحدر من عائلة سادة تركية. بعد وفاة والده في عام 1535 (941 في التقويم الرومي) غادر إلى فديف ثم إلى إسطنبول. درس في مدرسة في إسطنبول على يد أفضل أساتذة عصره وتلقى تعليمًا ممتازًا. أول وظيفة حكومية شغلها كانت سكرتير محكمة في بورصة . وكان هناك أيضًا أمينًا على أحد الوقفيات. وعاد إلى إسطنبول في عام 1546م. هناك حصل على منصب ديني للعدالة بمساعدة معلمه الأمير جيسو. تقدم بطلب لشغل منصب رئيس علماء الدين في المجلس الإمبراطوري الذي أصبح شاغرًا بعد وفاة رجب جلبي، لكنه لم ينجح، فقبل بعد ذلك منصب رجل دين في مكتب الفتوى. بعد ذلك عمل قاضيًا في العديد من مدن الروم، مثل بريشتينا، وصربيا، وأرتا، وكراتوفو، ونيكوبول، وروس، إلخ. وبشكل عام، فشل في الحصول على منصب أحلامه الذي كان يشغله والده وجده، وهو نقيب الأشراف (عضو البرلمان، وممثل السيد والشريف للدولة).
قام بترجمة العديد من أشعار والنثر من العربية إلى اللغة التركية العثمانية للكتاب العثمانيين. أهم أعماله هو كتاب "مشاعر الشعراء" وهو عبارة عن تذكيرة (قاموس فهرسي للشعراء والشعر). نُشر هذا الكتاب في عام 1568، وهو مصدر ممتاز ليس فقط عن حياة وأعمال الشعراء العثمانيين، بل أيضًا عن الحياة الاجتماعية وعادات الطبقة البيروقراطية العلمية (التي ينتمي إليها) في إسطنبول في تلك الأوقات. أكمله أثناء عمله قاضيًا في كراتوفو، وأهداه إلى السلطان سليم الثاني في عام 1568. وقد عُثر على 30 نسخة منها، مما يجعلها ثاني أكثر التذكيرات قراءة على مر العصور بعد تذكرة اللطيفي [الإنجليزية] (1491-1582) الذي عُثر على 91 نسخة منه. ويغطي 427 شاعرًا، في الشعر والنثر. ومن بين العديد من الأمثلة في قصائده، تم وضع الأغلبية بشكل استراتيجي وليس لغرض الزخرفة. ذات مرة، يظهر عدد قليل مختار من الأشخاص مهاراته الشعرية. استخدم الباقي (الأغلبية) لنقل مشاعر المشقة والفرح والرغبة.  كانت مدينة آشيك جزءًا من الثقافة المشتركة للعثمانيين في القرن السادس عشر. ويظهر عمله في الترجمات العربية كفاءة عالية وذكاءً فطرياً للغة. ويظهر نفسه في مواقف مختلفة باعتباره أستاذًا في اللغة الفارسية . يضاف إلى ذلك معرفته الواسعة بالأدب العثماني . 
عاش عاشق لسنوات عديدة قاضيًا في إسكوبية حيث توفي في عام 1571 أو 1572 م. وقد دُفن هناك، وهو ما يوافق بلدية غازي بابا [الإنجليزية] اليوم. تُعرف تربته باسم تربة عاشق جلبي. وقد تضررت بشكل كبير أثناء زلزال عام 1963 ولم تقم السلطات اليوغوسلافية بإصلاحها أو إعادة بنائها. اليوم لم يبق منه إلا القليل من الآثار.

## طالع أيضًا
- العلوية
- سوزي جلبي البريزريني

## ملحوظات
| أ. | يذكر إلياس جون جب أن كُلًّا من الشاعر لطيفي [الإنجليزية] وكناليزاد حسن جلبي يصفان عاشق جلبي بأنه "من مواليد بورصة". بينما وصفه الشاعر رياضي، الذي جاء لاحقًا، في كتابه رياض سوارا أن جلبي كان من روملي. يعتقد علماء اليوم أن مدينة بريزرين هي مكان الميلاد. |